# マンシェイェト・ナーセル
座標: 北緯30度01分56.08秒 東経31度16分31.03秒 / 北緯30.0322444度 東経31.2752861度

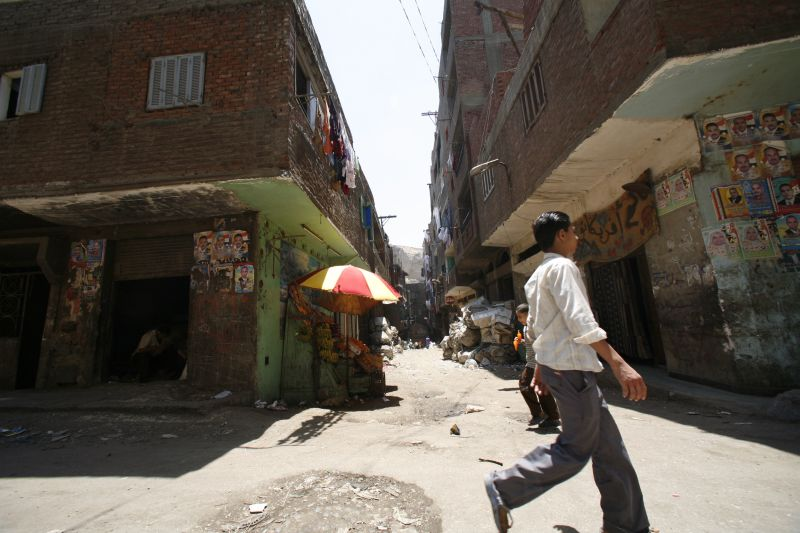
マンシーヤ・ナーセルの街角

マンシーヤト・ナーシル（フスハー）またはマンシェイェト・ナーセル（アンミーヤ）（Manshiyat naser, منشية ناصر）はエジプトのカイロ郊外、モカッタムにあるコプト教徒の居住区。カイロ都市部のゴミ収集とリサイクルを収入源とする住民が多い。スラムであり、街道、店舗用建築物、集合住宅用建築物などの都市設備を備えてはいるが、現在は上水道、下水処理場、電気などのインフラストラクチャーが不足している。

## 概要

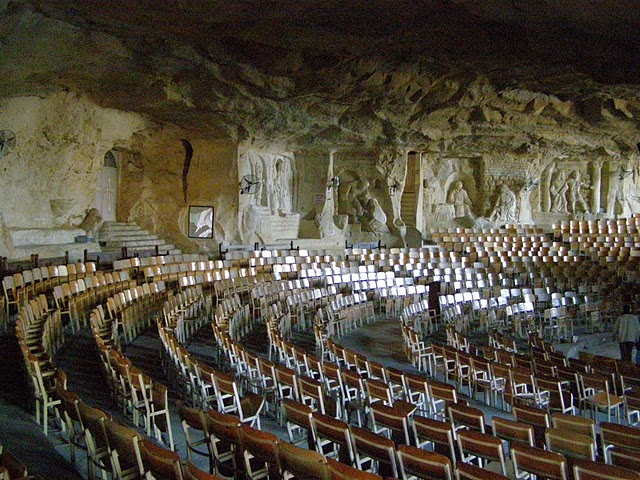
ケーブ・カセドラル教会の講堂

エジプトは住民の9割がイスラム教徒であるが、マンシーヤ・ナーセルはキリスト教の一派であるコプト教徒が中心の町である。
マンシーヤ・ナーセルには、聖人サイモン・ザ・ターナーを記念したケーブ・カセドラル教会がある。この教会の講堂は座席数1万5千であり、中東最大である。
イスラム教では豚は不浄とされるが、コプト教徒は豚を飼い、都市部に捨てられた残飯を食べさせ、カイロの市場に出していた。ところが2009年春、 新型インフルエンザの世界的流行を受けて、エジプト政府はマンシーヤ・ナーセルなどで30万頭の豚を捕殺しており、住民のコプト教徒は経済的な打撃を受けた。なお、この捕殺により、エジプト都市部では処理されない生ゴミであふれる状態となった。

## ゴミ回収とリサイクル

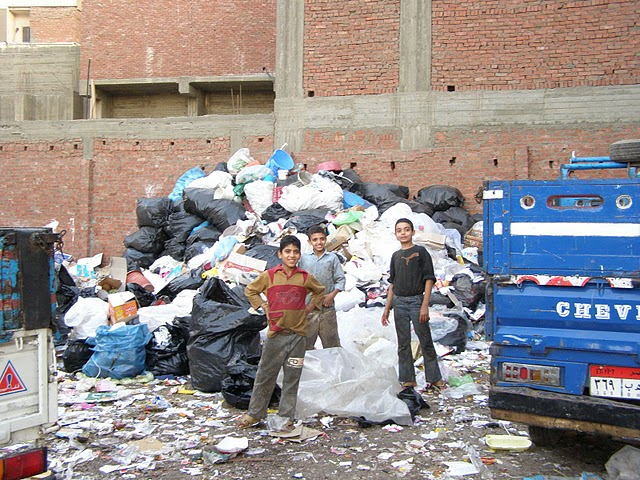
2009年、モカッタムでゴミ回収の仕事をする少年

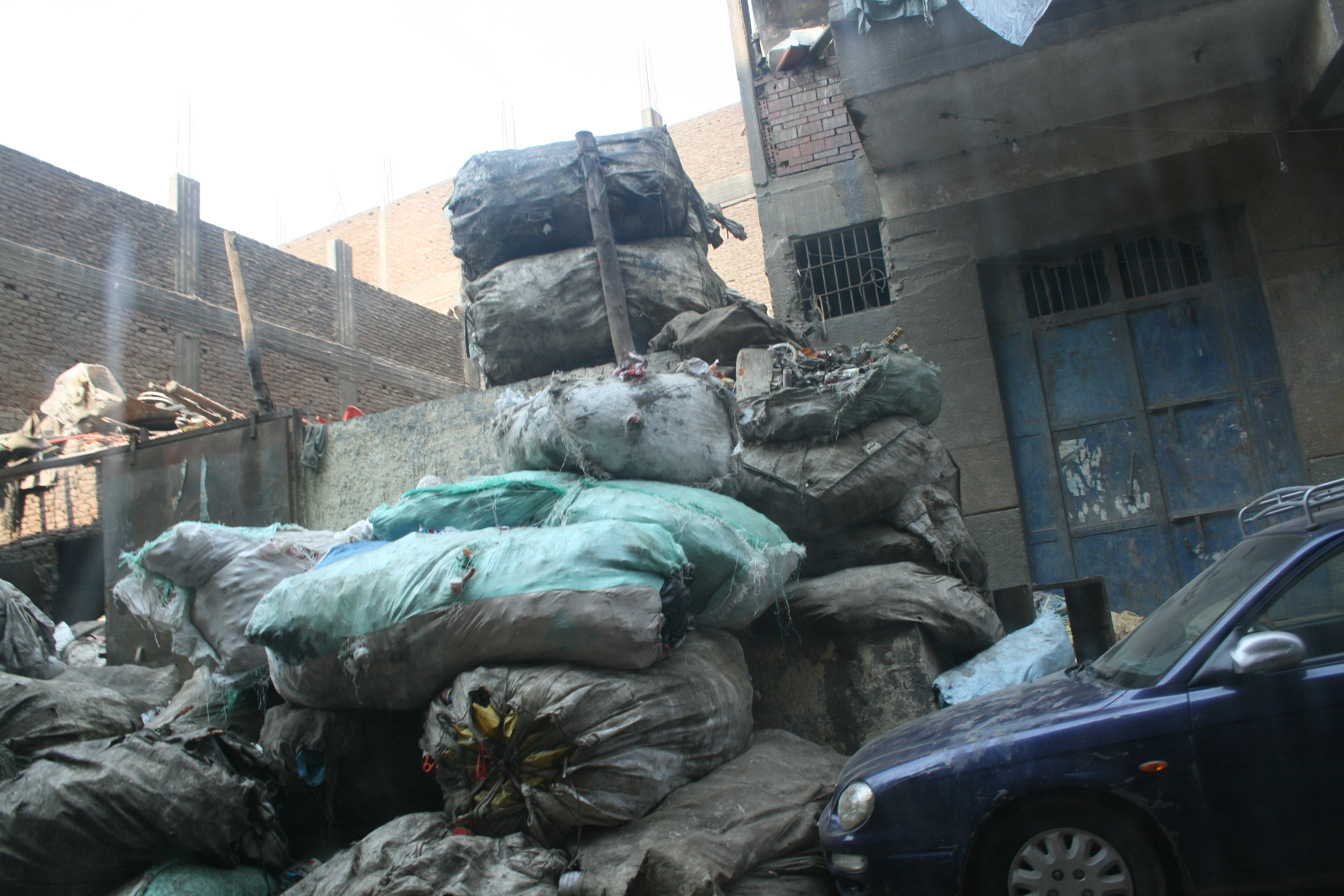
ゴミで溢れる街角

カイロ都市部のゴミは、ザッバリーンと呼ばれるゴミ収集人により、マンシーヤ・ナーセル地区に持ち込まれている。ゴミを積んだカートは、ウマやロバに曳かせる場合が多く、積む高さは2.5から3メートルになることもある。ゴミの分別は女性や子供たちも加わった一家総出で行われることもある。プラスチックボトルや空缶類が有価物として分別される他、再生紙、ガラス製品、溶融金属隗なども製造販売される。

## メディア
2009年、この町で生まれゴミ収集を生業とする10代の少年を主人公とした映画、『Garbage Dreams』がアメリカで作られている。